# Cantón de Cambrin
El cantón de Cambrin era una división administrativa francesa, que estaba situada en el departamento de Paso de Calais y la región de Norte-Paso de Calais.

## Composición
El cantón estaba formado por ocho comunas:
- Annequin
- Auchy-les-Mines
- Cambrin
- Cuinchy
- Festubert
- Noyelles-lès-Vermelles
- Richebourg
- Vermelles

## Supresión del cantón de Cambrin
En aplicación del Decreto nº 2014-233 de 24 de febrero de 2014, el cantón de Cambrin fue suprimido el 22 de marzo de 2015 y sus 8 comunas pasaron a formar parte siete del nuevo cantón de Douvrin y una del nuevo cantón de Beuvry.